# Liberget
Liberget eller Li Shan (kinesiska: 骊山) är ett berg i Kina.  Det ligger öster om Xi'an i Shaanxiprovinsen, i den centrala delen av landet. Toppen på Liberget är 1 302 meter över havet.
Norr om Liberget finns den första kejsaren Qin Shi Huangdis mausoleum med Terrakottaarmén.
Terrängen runt Liberget är kuperad åt sydost, men åt nordväst är den platt. Liberget är den högsta punkten i trakten. Runt Liberget är det tätbefolkat, med 257 invånare per kvadratkilometer. Närmaste större samhälle är Lintong, 5,9 km nordväst om Liberget. Trakten runt Liberget består till största delen av jordbruksmark.